# Lijst van burgemeesters van Posterholt
Dit is een lijst van burgemeesters van de voormalige Nederlandse gemeente Posterholt tot die gemeente op 1 januari 1991 fuseerde met de gemeenten Montfort en Sint Odiliënberg tot de gemeente Ambt Montfort (tot 1994 genaamd 'gemeente Posterholt')
| Ambtsperiode                                                            | Naam burgemeester                  | Partij of stroming | Bijzonderheden |
| ----------------------------------------------------------------------- | ---------------------------------- | ------------------ | --- |
| 18?? - 18??                                                             | J. Bosch                           |                    | |
| 18?? - 1857                                                             | J.B. Janssen(s)                    |                    | |
| 1857 - 1864                                                             | H.J. Dupont                        |                    | tevens burgemeester van Vlodrop (1859-1864)                                                                                        |
| 1864 - 1872                                                             | J.M. Klaessen                      |                    | tevens burgemeester van Vlodrop |
| 1872 - 1897                                                             | Johannes (J.) Maessen              |                    | tevens burgemeester van Vlodrop (1872-1897) en Melick en Herkenbosch (1887-1897)                                                   |
| 1898 - 1934                                                             | Jules (J.H.E.H.) Geradts           |                    | |
| 1934 - 1942                                                             | A.A.M. van Mackelenbergh           |                    | |
| 1942                                                                    | A.C. de Leij                       | NSB                | later (waarnemend) burgemeester van Schaesberg en Maastricht                                                                       |
| 1943 - 1944                                                             | P.P. Hensels                       |                    | |
| 1945 - 1951                                                             | A.A.M. van Mackelenbergh           |                    | later burgemeester van Bergen (L)                                                                                                  |
| 1951 - 1959                                                             | Jules (E.M.J.) Prick               |                    | sinds 1949 burgemeester van Sint Odiliënberg, later burgemeester van Schaesberg                                                    |
| 1959 - 1966                                                             | drs. Willem (W.F.A.) Heemskerk     | KVP                | tevens burgemeester van Sint Odiliënberg, later burgemeester van Echt                                                              |
| 1966 - 1987                                                             | mr. Gérard (G.M.M.J.) van Heur     | KVP                | tevens burgemeester van Sint Odiliënberg                                                                                           |
| 1987 - 1991                                                             | Irene (I.M.W.) Maks-van Veen       | PvdA               | waarnemend; tevens waarnemend burgemeester van Sint Odiliënberg, eerder burgemeester van Eenrum, later burgemeester van Heythuysen |
| Fusiegemeente Posterholt vanaf 1 februari 1994 'gemeente Ambt Montfort' |                                    |                    | |
| 1991 - (1999)                                                           | Marjo (M.J.T.N.J.) Koopman-Goumans | CDA                | |
| vervolg zie: Lijst van burgemeesters van Ambt Montfort                  |                                    |                    | |